# Parametri orbitali di Io

Movimento dei satelliti galileiani in risonanza

Io percorre un'orbita attorno al pianeta madre Giove ellittica della quale il semiasse maggiore misura in media 421 700 km (nel punto più vicino risulta di 420 000 km mentre nel più lontano 423 400 km).
La circonferenza orbitale è 2 649 620 km; il periodo per percorrerla è uguale a 1 giorno 18 ore 27 minuti e 33,5 secondi, con una velocità orbitale che varia da 17 263 a 17 406 m/s a seconda della vicinanza del satellite naturale al pianeta, l'angolo di inclinazione fra le due orbite è di 2,21°, e l'eccentricità uguale a 0,0041.
La sua orbita giace fra quella di Tebe ed Europa, è in risonanza di 2:1 con Europa e 4:1 con Ganimede (astronomia). Questa risonanza aiuta a mantenere l'eccentricità orbitale al valore che possiede tuttora.
Come gli altri satelliti galileiani, e come la Luna, Io ruota sincronicamente col proprio periodo orbitale, mantenendo lo stesso emisfero sempre rivolto a Giove.